# Фудбалска репрезентација Брунеја
Фудбалска репрезентација Брунеја Дарусалама (малајс. Pasukan bola sepak kebangsaan Brunei) национални је фудбалски тим који на међународној сцени представља азијску државу Брунеј. Делује под ингеренцијом Фудбалског савеза Брунеја који је основан 1952, а у пуноправном чланству у АФК и ФИФА је од 1969, односно од 1972. године.
Репрезентација је позната под надимком Tebuan (ср. Стршљенови), националне боје су жута и црна, а своје домаће утакмице репрезентација игра на Националном стадиону Хасанал Болкоја у Бандар Сери Бегавану, капацитета око 28.000 места. ФИФА кôд земље је BRU. Најбољи пласман на ФИФА ранг листи репрезентација Брунеја остварила је у децембру 1992. када је заузимала 140. место, док су најлошији пласман имали у октобру 2012. када су заузимали 203. место.
У досадашњој историји репрезентација Брунеја се никада није пласирала на неко од већих међународних такмичења, укључујући светско и континентално првенство.

## Резултати на светским првенствима
| ФИФА светско првенство | ФИФА светско првенство | ФИФА светско првенство | ФИФА светско првенство | ФИФА светско првенство | ФИФА светско првенство | ФИФА светско првенство | ФИФА светско првенство | ФИФА светско првенство |                        | Квалификације за светска првенства | Квалификације за светска првенства | Квалификације за светска првенства | Квалификације за светска првенства | Квалификације за светска првенства | Квалификације за светска првенства |                      |
| Година                 | Коло                   | Пласман                | Ут                     | П                      | Н                      | И                      | Гол+                   | Гол-                   | Ут                     | П                                  | Н                                  | И                                  | Гол+                               | Гол-                               |                                    |                      |
| ---------------------- | ---------------------- | ---------------------- | ---------------------- | ---------------------- | ---------------------- | ---------------------- | ---------------------- | ---------------------- | ---------------------- | ---------------------------------- | ---------------------------------- | ---------------------------------- | ---------------------------------- | ---------------------------------- | ---------------------------------- | -------------------- |
| 1930−1958.             | Британска колонија     | Британска колонија     | Британска колонија     | Британска колонија     | Британска колонија     | Британска колонија     | Британска колонија     | Британска колонија     | Британска колонија     | Британска колонија                 | Британска колонија                 | Британска колонија                 | Британска колонија                 | Британска колонија                 |                                    |                      |
| 1958−1970.             | Нису били чланови ФИФА | Нису били чланови ФИФА | Нису били чланови ФИФА | Нису били чланови ФИФА | Нису били чланови ФИФА | Нису били чланови ФИФА | Нису били чланови ФИФА | Нису били чланови ФИФА | Нису били чланови ФИФА | Нису били чланови ФИФА             | Нису били чланови ФИФА             | Нису били чланови ФИФА             | Нису били чланови ФИФА             | Нису били чланови ФИФА             |                                    |                      |
| 1974.                  | Нису учествовали       | Нису учествовали       | Нису учествовали       | Нису учествовали       | Нису учествовали       | Нису учествовали       | Нису учествовали       | Нису учествовали       | Нису учествовали       | Нису учествовали                   | Нису учествовали                   | Нису учествовали                   | Нису учествовали                   | Нису учествовали                   |                                    |                      |
| 1978.                  | Нису учествовали       | Нису учествовали       | Нису учествовали       | Нису учествовали       | Нису учествовали       | Нису учествовали       | Нису учествовали       | Нису учествовали       | Нису учествовали       | Нису учествовали                   | Нису учествовали                   | Нису учествовали                   | Нису учествовали                   | Нису учествовали                   |                                    |                      |
| 1982.                  | Нису учествовали       | Нису учествовали       | Нису учествовали       | Нису учествовали       | Нису учествовали       | Нису учествовали       | Нису учествовали       | Нису учествовали       | Нису учествовали       | Нису учествовали                   | Нису учествовали                   | Нису учествовали                   | Нису учествовали                   | Нису учествовали                   |                                    |                      |
| 1986.                  | Нису се квалификовали  | Нису се квалификовали  | Нису се квалификовали  | Нису се квалификовали  | Нису се квалификовали  | Нису се квалификовали  | Нису се квалификовали  | Нису се квалификовали  | 6                      | 0                                  | 0                                  | 6                                  | 2                                  | 29                                 |                                    |                      |
| 1990.                  | Нису учествовали       | Нису учествовали       | Нису учествовали       | Нису учествовали       | Нису учествовали       | Нису учествовали       | Нису учествовали       | Нису учествовали       | Нису учествовали       | Нису учествовали                   | Нису учествовали                   | Нису учествовали                   | Нису учествовали                   | Нису учествовали                   | Нису учествовали                   | Нису учествовали     |
| 1994.                  | Нису учествовали       | Нису учествовали       | Нису учествовали       | Нису учествовали       | Нису учествовали       | Нису учествовали       | Нису учествовали       | Нису учествовали       | Нису учествовали       | Нису учествовали                   | Нису учествовали                   | Нису учествовали                   | Нису учествовали                   | Нису учествовали                   | Нису учествовали                   | Нису учествовали     |
| 1998.                  | Нису учествовали       | Нису учествовали       | Нису учествовали       | Нису учествовали       | Нису учествовали       | Нису учествовали       | Нису учествовали       | Нису учествовали       | Нису учествовали       | Нису учествовали                   | Нису учествовали                   | Нису учествовали                   | Нису учествовали                   | Нису учествовали                   | Нису учествовали                   | Нису учествовали     |
| 2002.                  | Нису се квалификовали  | Нису се квалификовали  | Нису се квалификовали  | Нису се квалификовали  | Нису се квалификовали  | Нису се квалификовали  | Нису се квалификовали  | Нису се квалификовали  | 6                      | 0                                  | 0                                  | 0                                  | 0                                  | 28                                 |                                    |                      |
| 2006.                  | Нису учествовали       | Нису учествовали       | Нису учествовали       | Нису учествовали       | Нису учествовали       | Нису учествовали       | Нису учествовали       | Нису учествовали       | Нису учествовали       | Нису учествовали                   | Нису учествовали                   | Нису учествовали                   | Нису учествовали                   | Нису учествовали                   | Нису учествовали                   | Нису учествовали     |
| 2010.                  | Нису учествовали       | Нису учествовали       | Нису учествовали       | Нису учествовали       | Нису учествовали       | Нису учествовали       | Нису учествовали       | Нису учествовали       | Нису учествовали       | Нису учествовали                   | Нису учествовали                   | Нису учествовали                   | Нису учествовали                   | Нису учествовали                   | Нису учествовали                   | Нису учествовали     |
| 2014.                  | Под суспензијом ФИФА   | Под суспензијом ФИФА   | Под суспензијом ФИФА   | Под суспензијом ФИФА   | Под суспензијом ФИФА   | Под суспензијом ФИФА   | Под суспензијом ФИФА   | Под суспензијом ФИФА   | Под суспензијом ФИФА   | Под суспензијом ФИФА               | Под суспензијом ФИФА               | Под суспензијом ФИФА               | Под суспензијом ФИФА               | Под суспензијом ФИФА               | Под суспензијом ФИФА               | Под суспензијом ФИФА |
| 2018.                  | Нису се квалификовали  | Нису се квалификовали  | Нису се квалификовали  | Нису се квалификовали  | Нису се квалификовали  | Нису се квалификовали  | Нису се квалификовали  | Нису се квалификовали  | 2                      | 1                                  | 0                                  | 1                                  | 1                                  | 2                                  |                                    |                      |
| 2022.                  | Биће одлучено          | Биће одлучено          | Биће одлучено          | Биће одлучено          | Биће одлучено          | Биће одлучено          | Биће одлучено          | Биће одлучено          | Биће одлучено          | Биће одлучено                      | Биће одлучено                      | Биће одлучено                      | Биће одлучено                      | Биће одлучено                      |                                    |                      |
| 2026.                  | Биће одлучено          | Биће одлучено          | Биће одлучено          | Биће одлучено          | Биће одлучено          | Биће одлучено          | Биће одлучено          | Биће одлучено          | Биће одлучено          | Биће одлучено                      | Биће одлучено                      | Биће одлучено                      | Биће одлучено                      | Биће одлучено                      |                                    |                      |
| Укупно                 |                        | 0/21                   |                        |                        |                        |                        |                        |                        | 14                     | 1                                  | 0                                  | 13                                 | 3                                  | 59                                 |                                    |                      |

## АФК азијски куп
| АФК азијски куп | АФК азијски куп       | АФК азијски куп       | АФК азијски куп       | АФК азијски куп       | АФК азијски куп       | АФК азијски куп       | АФК азијски куп       | АФК азијски куп       |                     | Квалификације за Азијски куп | Квалификације за Азијски куп | Квалификације за Азијски куп | Квалификације за Азијски куп | Квалификације за Азијски куп | Квалификације за Азијски куп |
| Година          | Коло                  | Пласман               | Ут                    | П                     | Н                     | И                     | Гол+                  | Гол-                  | Ут                  | П                            | Н                            | И                            | Гол+                         | Гол-                         |                              |
| --------------- | --------------------- | --------------------- | --------------------- | --------------------- | --------------------- | --------------------- | --------------------- | --------------------- | ------------------- | ---------------------------- | ---------------------------- | ---------------------------- | ---------------------------- | ---------------------------- | ---------------------------- |
| 1956−1968       | Нису учествовали      | Нису учествовали      | Нису учествовали      | Нису учествовали      | Нису учествовали      | Нису учествовали      | Нису учествовали      | Нису учествовали      | Нису учествовали    | Нису учествовали             | Нису учествовали             | Нису учествовали             | Нису учествовали             | Нису учествовали             | Нису учествовали             |
| 1972.           | Нису се квалификовали | Нису се квалификовали | Нису се квалификовали | Нису се квалификовали | Нису се квалификовали | Нису се квалификовали | Нису се квалификовали | Нису се квалификовали | 3                   | 0                            | 0                            | 3                            | 0                            | 18                           |                              |
| 1976.           | Нису се квалификовали | Нису се квалификовали | Нису се квалификовали | Нису се квалификовали | Нису се квалификовали | Нису се квалификовали | Нису се квалификовали | Нису се квалификовали | 2                   | 0                            | 0                            | 2                            | 1                            | 13                           |                              |
| 1980.           | Одустали од наступа   | Одустали од наступа   | Одустали од наступа   | Одустали од наступа   | Одустали од наступа   | Одустали од наступа   | Одустали од наступа   | Одустали од наступа   | Одустали од наступа | Одустали од наступа          | Одустали од наступа          | Одустали од наступа          | Одустали од наступа          | Одустали од наступа          | Одустали од наступа          |
| 1984.           | Одустали од наступа   | Одустали од наступа   | Одустали од наступа   | Одустали од наступа   | Одустали од наступа   | Одустали од наступа   | Одустали од наступа   | Одустали од наступа   | Одустали од наступа | Одустали од наступа          | Одустали од наступа          | Одустали од наступа          | Одустали од наступа          | Одустали од наступа          | Одустали од наступа          |
| 1988.           | Нису учествовали      | Нису учествовали      | Нису учествовали      | Нису учествовали      | Нису учествовали      | Нису учествовали      | Нису учествовали      | Нису учествовали      | Нису учествовали    | Нису учествовали             | Нису учествовали             | Нису учествовали             | Нису учествовали             | Нису учествовали             | Нису учествовали             |
| 1992.           | Нису учествовали      | Нису учествовали      | Нису учествовали      | Нису учествовали      | Нису учествовали      | Нису учествовали      | Нису учествовали      | Нису учествовали      | Нису учествовали    | Нису учествовали             | Нису учествовали             | Нису учествовали             | Нису учествовали             | Нису учествовали             | Нису учествовали             |
| 1996.           | Нису учествовали      | Нису учествовали      | Нису учествовали      | Нису учествовали      | Нису учествовали      | Нису учествовали      | Нису учествовали      | Нису учествовали      | Нису учествовали    | Нису учествовали             | Нису учествовали             | Нису учествовали             | Нису учествовали             | Нису учествовали             | Нису учествовали             |
| 2000.           | Нису се квалификовали | Нису се квалификовали | Нису се квалификовали | Нису се квалификовали | Нису се квалификовали | Нису се квалификовали | Нису се квалификовали | Нису се квалификовали | 3                   | 0                            | 0                            | 3                            | 0                            | 11                           |                              |
| 2004.           | Нису се квалификовали | Нису се квалификовали | Нису се квалификовали | Нису се квалификовали | Нису се квалификовали | Нису се квалификовали | Нису се квалификовали | Нису се квалификовали | 2                   | 0                            | 1                            | 1                            | 1                            | 6                            |                              |
| /2007.          | Нису учествовали      | Нису учествовали      | Нису учествовали      | Нису учествовали      | Нису учествовали      | Нису учествовали      | Нису учествовали      | Нису учествовали      | Нису учествовали    | Нису учествовали             | Нису учествовали             | Нису учествовали             | Нису учествовали             | Нису учествовали             | Нису учествовали             |
| 2011.           | Нису се квалификовали | Нису се квалификовали | Нису се квалификовали | Нису се квалификовали | Нису се квалификовали | Нису се квалификовали | Нису се квалификовали | Нису се квалификовали | 3                   | 0                            | 1                            | 2                            | 1                            | 6                            |                              |
| 2015.           | Одустали од наступа   | Одустали од наступа   | Одустали од наступа   | Одустали од наступа   | Одустали од наступа   | Одустали од наступа   | Одустали од наступа   | Одустали од наступа   | Одустали од наступа | Одустали од наступа          | Одустали од наступа          | Одустали од наступа          | Одустали од наступа          | Одустали од наступа          | Одустали од наступа          |
| 2019.           | Нису се квалификовали | Нису се квалификовали | Нису се квалификовали | Нису се квалификовали | Нису се квалификовали | Нису се квалификовали | Нису се квалификовали | Нису се квалификовали | 2                   | 1                            | 0                            | 1                            | 1                            | 2                            |                              |
| Укупно          | –                     | 0/16                  | −                     | −                     | −                     | −                     | −                     | −                     | 15                  | 1                            | 2                            | 12                           | 4                            | 56                           |                              |